# Muzeul de Artă din Satu Mare

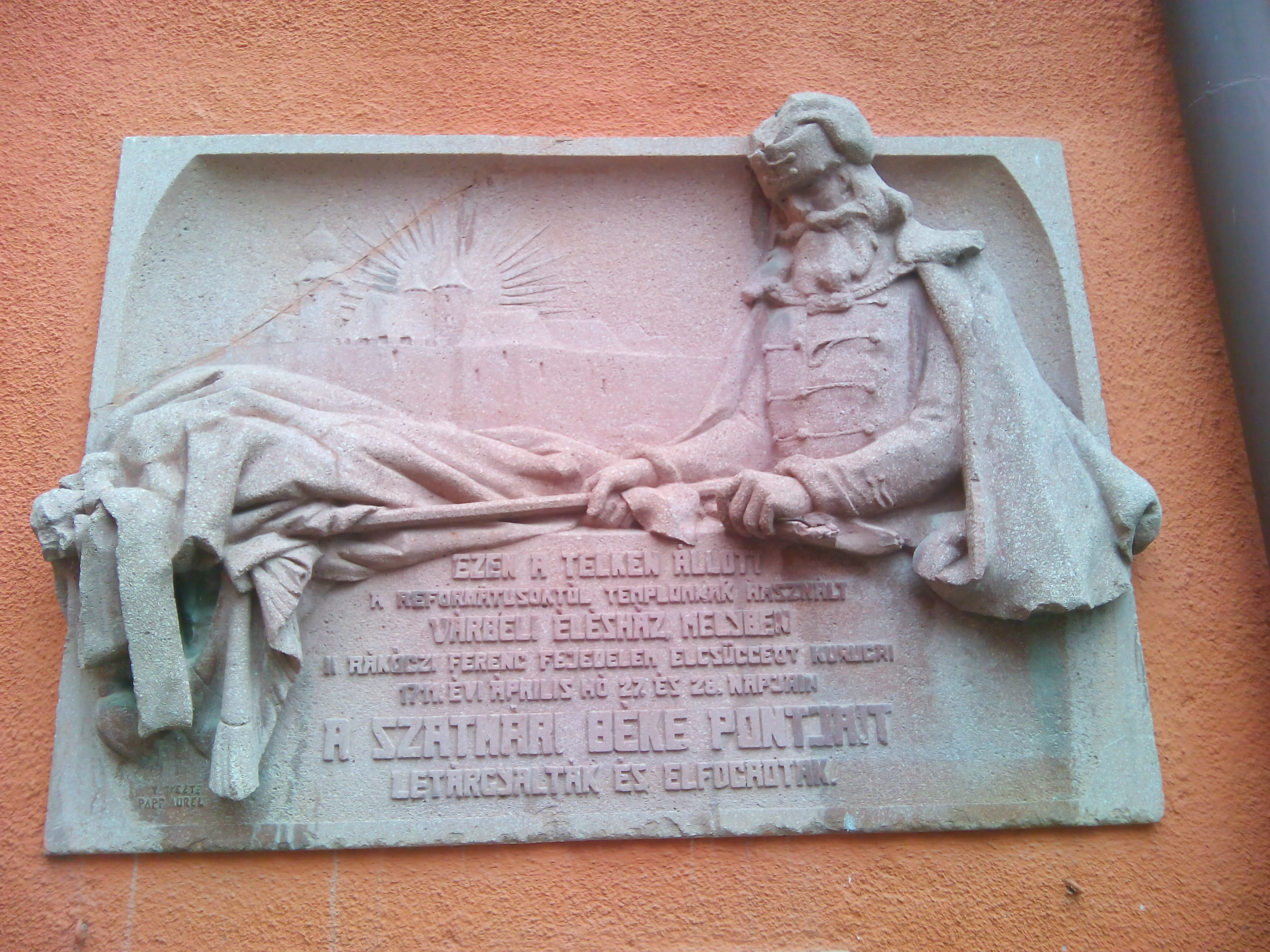
Placa memorială „Pacea de la Satu Mare”, realizată în 1911 de Aurel Popp

Muzeul de Artă din Satu Mare este un muzeu județean din Satu Mare, amplasat în Piața Libertății nr. 21. Clădirea a fost construită în a doua jumătate a secolului al XIX-lea, în stil neogotic, fiind declarată monument istoric și arhitectural, și cunoscută sub numele de Casa Vécsey. Pe acest teren se afla în secolul al XVIII-lea o clădire ce servea ca depozit Cetății Satu Mare. În 1911 pe clădire a fost montată placa comemorativă a Păcii de la Satu Mare, executată de artistul Aurel Popp. În 1969 s-a deschis expoziția permanentă dedicată pictorului sătmărean Aurel Popp (1879-1960). În 1985 s-a deschis expoziția de bază ce cuprinde operele artiștilor plastici români din secolul al XX-lea. În anul următor s-a înființat atelierul-galerie ce găzduiește donația graficianului Paul Erdös (1916-1987), iar în 1996 s-a deschis Atelierul Memorial Erdös, în sediul din Pasajul Dacia nr. 8, prezentând donația și atelierul de creație al graficianului, spațiul expozițional de aici fiind destinat expozițiilor temporare. Expozițiile de bază ale muzeului cuprind operele unor personalități artistice reprezentative ale artei plastice românești din secolul XX: Henri Catargi, Dumitru Ghiață, Eustație Stoenescu, Iosif Iser, Corneliu Baba, Aurel Ciupe, Muhy Sándor, Petre Abrudan, Bene József, Ion Sima, Ion Jalea, Ion Irimescu etc. Colecția mai cuprinde lucrări ale unor reprezentanți de seamă ai Centrului artistic de la Baia Mare ca: Ziffer Sándor, Mikola András, Kádár Géza, Eugen Pascu, Mund Hugo etc. Muzeul deține și o bogată colecție de artă plastică contemporană ce cuprinde lucrările unor artiști de prestigiu ca: Ion Sălișteanu, Ion Pacea, Constantin Piliuță, Ion Gheorghiu, Vasile Kazar, Octav Grigorescu, Marcel Chirnoagă, Brăduț Covaliu, Vasile Dobrian etc.
Clădirea muzeului este declarată monument istoric, având codul SM-II-m-A-05224. Clădirea care găzduiește astăzi secția de artă a Muzeului Județean Satu Mare a fost construită în a doua jumătate a secolului al XIX-lea, în stil neogotic, fiind declarată monument istoric și arhitectural, și cunoscută sub numele de „Casa Vécsey”.